# Puchar CEV siatkarek (1984/1985)
Puchar CEV siatkarek 1984/1985 – 5. sezon turnieju rozgrywanego od 1980 roku, organizowanego przez Europejską Konfederację Piłki Siatkowej (CEV) w ramach europejskich pucharów dla żeńskich klubowych zespołów siatkarskich "starego kontynentu".

## Drużyny uczestniczące
- Universite Ankara
- Viktoria Augsburg
- VC Temse Dames
- Olympic Luxembourg
- Aris Saloniki
- Milangaz Stambuł
- Universidade Porto
- INSEP Paris
- Blau Gelb Wiedeń
- Pazarlari Ankara
- Victoria Village Bari
- Pancratiusbank/VCH Heerlen
- BSI Bergen
- Aqua Lynx Parma
- SC Uni Bazylea
- VfL Oythe
- OK Paloma Branik Maribor
- Hermes Oostende
- Paris UC
- Vitoria Guimaraes

## Rozgrywki

### Runda wstępna
| Data       | Drużyna 1          | Wynik | Drużyna 2          | Sety             |
| ---------- | ------------------ | ----- | ------------------ | ---------------- |
| 04.11.1984 | Universite Ankara  | 0:3   | Viktoria Augsburg  | 2:15, 6:15, 0:15 |
|            | Universite Ankara  |       | Viktoria Augsburg  |                  |
|            | VC Temse Dames     | 3:0   | Olympic Luxembourg |                  |
|            | VC Temse Dames     | 3:0   | Olympic Luxembourg |                  |
|            | Aris Saloniki      | 0:3   | Milangaz Stambuł   |                  |
|            | Aris Saloniki      | 0:3   | Milangaz Stambuł   |                  |
| 08.11.1984 | Universidade Porto | 0:3   | INSEP Paris        | 1:15, 0:15, 2:15 |
| 10.11.1984 | Universidade Porto | 0:3   | INSEP Paris        | 5:15, 7:15, 2:15 |

### 1/8 finału
| Data       | Drużyna 1                  | Wynik | Drużyna 2         | Sety                            |
| ---------- | -------------------------- | ----- | ----------------- | ------------------------------- |
| 02.12.1984 | Blau Gelb Wiedeń           | 0:3   | Viktoria Augsburg | 4:15, 5:15, 7:15                |
| 08.12.1984 | Blau Gelb Wiedeń           | 0:3   | Viktoria Augsburg | 0:15, 2:15, 12:15               |
| 02.12.1984 | Aris Saloniki              | :::   | Pazarlari Ankara  |                                 |
| 08.12.1984 | Aris Saloniki              | 0:3   | Pazarlari Ankara  |                                 |
| 01.12.1984 | Victoria Village Bari      | 3:0   | VC Temse Dames    | 15:9, 15:5, 15:3                |
| 08.12.1984 | Victoria Village Bari      | 3:1   | VC Temse Dames    |                                 |
| 01.12.1984 | Pancratiusbank/VCH Heerlen | 3:2   | BSI Bergen        | 15:10, 15:6, 8:15, 14:16, 15:6  |
| 02.12.1984 | Pancratiusbank/VCH Heerlen | 3:1   | BSI Bergen        | 15:12, 15:4, 13:15, 15:11       |
| 01.12.1984 | Aqua Lynx Parma            | 3:0   | INSEP Paris       | 15:9, 16:14, 15:10              |
| 08.12.1984 | Aqua Lynx Parma            | 1:3   | INSEP Paris       |                                 |
|            | Uni Bazylea                | 2:3   | VfL Oythe         | 6:15, 8:15, 16:14, 15:11, 12:15 |
| 08.12.1984 | Uni Bazylea                | 1:3   | VfL Oythe         | 11:15, 15:9, 14:16, 11:15       |
|            | OK Paloma Branik Maribor   | 3:0   | Hermes Oostende   |                                 |
| 08.12.1984 | OK Paloma Branik Maribor   | 3:0   | Hermes Oostende   |                                 |
| 01.12.1984 | Paris Universite Club      | 3:0   | Vitoria Guimaraes | 19:17, 15:12, 15:10             |
| 08.12.1984 | Paris Universite Club      | 1:3   | Vitoria Guimaraes | 10:15, 4:15, 15:9, ::15         |

### 1/4 finału
| Data       | Drużyna 1             | Wynik | Drużyna 2                  | Sety               |
| ---------- | --------------------- | ----- | -------------------------- | ------------------ |
| 09.01.1985 | Viktoria Augsburg     | 3:0   | Pazarlari Ankara           |                    |
| ::.01.1985 | Viktoria Augsburg     | 3:1   | Pazarlari Ankara           |                    |
| 08.01.1985 | Victoria Village Bari | 3:0   | Pancratiusbank/VCH Heerlen | 15:6, 15:4, 15:9   |
| 09.01.1985 | Victoria Village Bari | 3:0   | Pancratiusbank/VCH Heerlen | 15:1, 16:14, 15:11 |
| 09.01.1985 | VfL Oythe             | 2:3   | Aqua Lynx Parma            |                    |
| ::.01.1985 | VfL Oythe             | 0:3   | Aqua Lynx Parma            |                    |
| 09.01.1985 | OK Paloma Branik      | 3:0   | Paris UC                   | 15:6, 15:0, 15::   |
| ::.01.1985 | OK Paloma Branik      | 3:0   | Paris UC                   | 15:7, 15:10, 16:14 |

### Turniej finałowy
Augsburg
Tabela
| Lp. | Drużyna                  | Pkt | Mecze | Mecze | Mecze | Sety | Sety | Sety  |
| Lp. | Drużyna                  | Pkt | M     | W     | P     | wyg. | prz. | ratio |
| --- | ------------------------ | --- | ----- | ----- | ----- | ---- | ---- | ----- |
| 1   | Viktoria Augsburg        | 6   | 3     | 3     | 0     | 9    | 2    | 4.500 |
| 2   | Victoria Village Bari    | 5   | 3     | 2     | 1     | 7    | 3    | 2.333 |
| 3   | Parma Lynx               | 4   | 3     | 1     | 2     | 4    | 6    | 0.667 |
| 4   | OK Paloma Branik Maribor | 3   | 3     | 0     | 3     | 0    | 9    | 0.000 |

Wyniki
| Data       | Drużyna 1             | Wynik | Drużyna 2                | Sety                     |
| ---------- | --------------------- | ----- | ------------------------ | ------------------------ |
| 08.02.1985 | Victoria Village Bari | 3:0   | Aqua Lynx Parma          | 15:3, 15:11, 17:15       |
| 08.02.1985 | Viktoria Augsburg     | 3:0   | OK Paloma Branik Maribor | 15:4, 15:4, 15:9         |
|            |                       |       |                          |                          |
| 09.02.1985 | Victoria Village Bari | 3:0   | OK Paloma Branik Maribor | 15:12, 15:12, 15:7       |
| 09.02.1985 | Viktoria Augsburg     | 3:1   | Aqua Lynx Parma          | 16:18, 15:12, 15:5, 15:4 |
|            |                       |       |                          |                          |
| 10.02.1985 | Aqua Lynx Parma       | 3:0   | OK Paloma Branik Maribor | 15:13, 15:7, 15:10       |
| 10.02.1985 | Viktoria Augsburg     | 3:1   | Victoria Village Bari    | 15:9, 0:15, 15:13, 15:12 |

## Klasyfikacja końcowa
| Miejsce | Drużyna                  |
| ------- | ------------------------ |
| złoto   | Viktoria Augsburg        |
| srebro  | Victoria Village Bari    |
| brąz    | Aqua Lynx Parma          |
| 4.      | OK Paloma Branik Maribor |